# Higasi-Hamna Ike
Higasi-Hamna Ike (japanisch 東ハムナ池 ‚Östlicher Hafensee‘) ist ein kleiner See an der Prinz-Harald-Küste des ostantarktischen Königin-Maud-Lands. Er liegt am südlichen Ausläufer der Langhovde.
Vermessungen und Luftaufnahmen nahmen Teilnehmer einer von 1957 bis 1962 durchgeführten japanischen Antarktisexpedition vor. Japanische Wissenschaftler benannten ihn 1973 in Anlehnung an die Benennung des Hamna-Eisfalls.